# Вишведевы
Ви́шведе́вы, или вишведевас (санскр. विश्वेदेवाः, IAST: Viçvê-devâs «все-боги»), — особый класс богов в «Ригведе». Они называются помощниками, охранителями людей; они сияют, как лучи солнца, посылают дождь, неизменны и вечны, чужды ненависти и одарены мудростью. В «законах Ману» предписывается приносить им жертву два раза в день. Имена их частью представляют собой имена разных предков и родоначальников племён, частью означают собой общие понятия: любовь, постоянство, истину, богатство, время. В индуистской религии «Все-боги» входят в девять собраний богов («ганадеват»).

## «Ригведа»
В Ригведе им посвящено более 40 гимнов (по Гриффиту — 70).
Согласно Ригведе 3.54.17, их возглавляет Индра:
Велико это ваше милое имя, о поэты,
(Оно) ведь (в том,) о боги, что все вы заключаетесь в Индре.
В гимнах, посвящённых Всем-богам, не проявляется противопоставление девов и асуров, девы упоминаются вместе с асурами, такими как Митра и Варуна.

## Индуизм
Позже, в индуизме, Все-боги становятся одной из девяти ганадеват («собраний богов»), наряду с Адитьями, Васу, Тушитами, Абхасварами, Анилами, Махараджиками, Садхьями и Рудрами. Согласно «Вишну-пуране» Все-боги были сыновьями Вишвы, дочери Дакши и назывались следующими именами: 1) Васу; 2) Сатья; 3) Крату; 4) Дакша; 5) Кала; 6) Кама; 7) Дхрити; 8) Куру; 9) Пуруравас; 10) Мадравас; к которым некоторые добавляют также: 11) Рочака или Лочана и 12) Дхвани Дхури.
Иногда не ясно, относится слово вишведевас ко всем богам, как в «Ригведе», или же только к конкретной группе, как в пуранах.
Вероятно, такое объединение, как Все-боги, существовало ещё во время индоиранского единства, так как в «Авесте» встречается выражение дэва виспе «все боги».